# Kaysersberg
Kaysersberg (in tedesco Kaysersberg) è un comune francese di 2 720 abitanti situato nel dipartimento dell'Alto Reno nella regione del Grand Est. In tedesco significa "Collina dell'imperatore": nel XIII secolo la città infatti fu comprata da Federico II di Svevia.
Kaysersberg ha dato i natali a Albert Schweitzer (1875–1965), all'epoca in cui la regione era sotto il controllo dell'impero tedesco (lo è stata fino al 1918) e nella sua casa natale c'è un piccolo Museo a lui dedicato.

## Società

### Evoluzione demografica
Abitanti censiti

## Amministrazione
Henri Stoll è sindaco dal 2001.